# Hanna Rosin

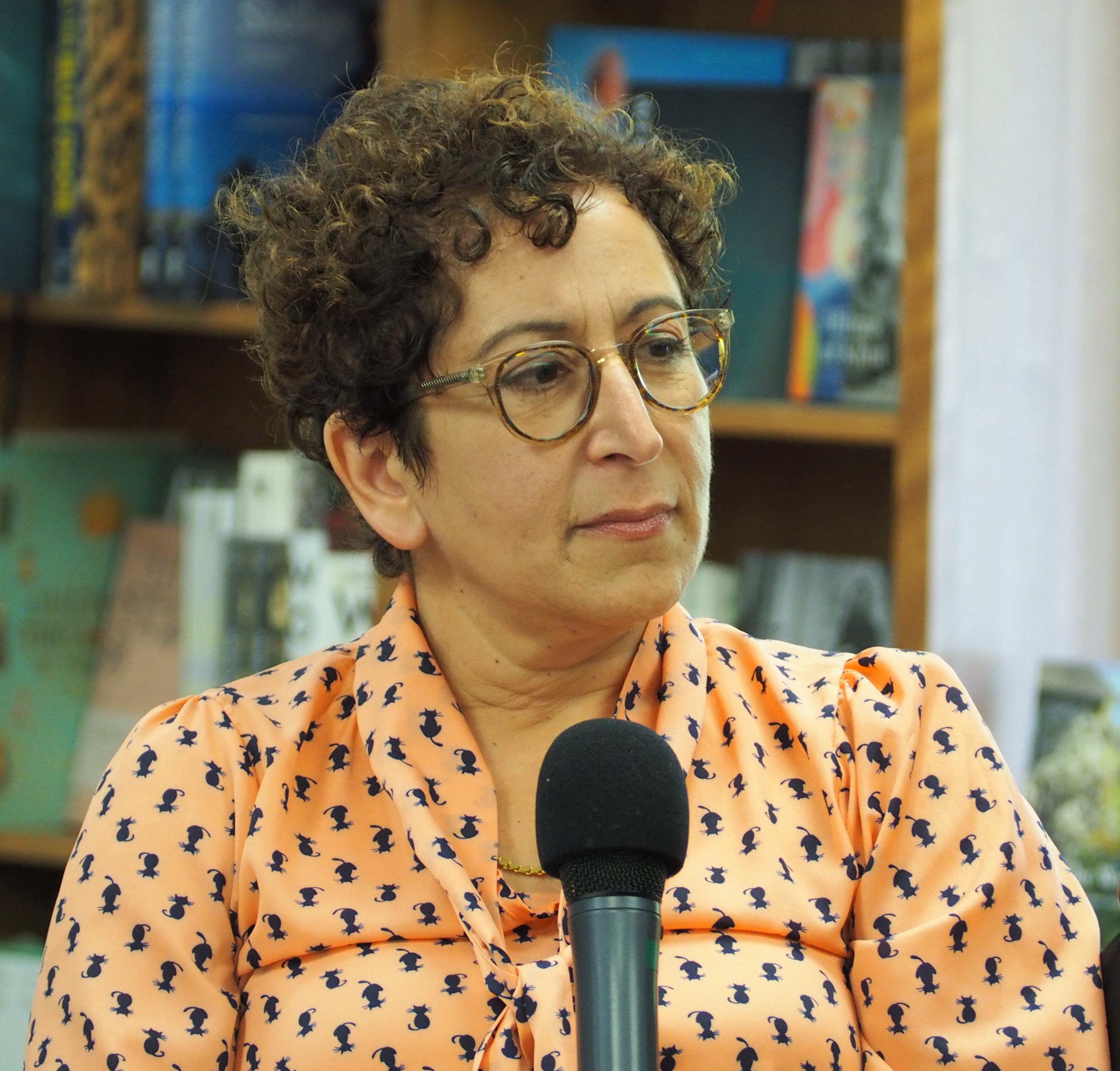
Hanna Rosin

Hanna Rosin (* 1970 in Israel) ist eine US-amerikanische Journalistin und Autorin.

## Leben
Rosin kam mit ihrer Familie im Alter von fünf Jahren in die USA. Sie wuchs in einem Arbeiter-Wohnviertel im Stadtteil Queens von New York City auf und machte 1987 den Abschluss an der Stuyvesant High School in Manhattan. An der Stanford University in Stanford (Kalifornien) studierte sie Vergleichende Literaturwissenschaft. Danach ging sie für ein Jahr nach Israel und arbeitete anschließend für kurze Zeit bei einer juristischen Zeitschrift in New Jersey.
Durch einen Glücksfall bekam Rosin eine Stelle als Praktikantin bei der Zeitschrift The New Republic, bei der sie dann letztendlich die nächsten fünf Jahre blieb. Sie wurde Assistentin bei Michael Kinsley und gehörte dann Anfang der 1990er Jahre zu den Redakteuren, die unter den Herausgebern Andrew Sullivan und Michael Kelly arbeiteten. Die Affäre um Stephen Glass gehört zu ihren schmerzhaften Erinnerungen an die Zeit bei The New Republic, während der sie auch für die Monatszeitschrift Gentlemen’s Quarterly (GQ) und für die Zeitschrift New York schrieb.
Bei der Washington Post behandelte Rosin Themen der Religion und schrieb 2005 für The New Yorker eine Reportage über ein christliches College. Ihre Untersuchungen bildeten die Basis für ihr erstes Buch: God's Harvard: A Christian College on a Mission to Save America. Seit 2009 schreibt sie als Korrespondentin für The Atlantic, hauptsächlich über US-amerikanische Kultur. 2010 erschien dort die Reportage The End of Men, welche 2012 als Buch veröffentlicht wurde. Weitere Themen im The Atlantic waren z. B. 2009 ein provokanter Artikel The Case against Breast Feeding und im selben Jahr Boy's Life über einen Jungen, der eine Geschlechtsumwandlung durchgemacht hatte. 2009/10 druckte das Magazin New York eine Reihe von Artikeln über das Thema Beschneidung, welche mit einem National Magazine Award ausgezeichnet wurde.
Seit 2009 lebt Rosin mit ihrem Mann David Plotz, dem Herausgeber des Onlinemagazins Slate, und den drei Kindern des Paares in Washington, D.C. Für Slate schreibt sie alle zwei Wochen die Podcastkolumne DoubleX.

## Veröffentlichungen
- 2007: God's Harvard: A Christian College on a Mission to Save America. Harcourt Trade Publisher, ISBN 978-0-15-101262-6.
- 2012: The End of Men: And the Rise of Women. Penguin Group, New York City, ISBN 978-1-59448-804-7.
  - 2012: deutsch: Das Ende der Männer und der Aufstieg der Frauen. Berlin Verlag, Berlin, ISBN 978-3-8270-1132-9.
- April 2014: The overprotected Kid